# وزارت امور خارجه اسرائیل

‌

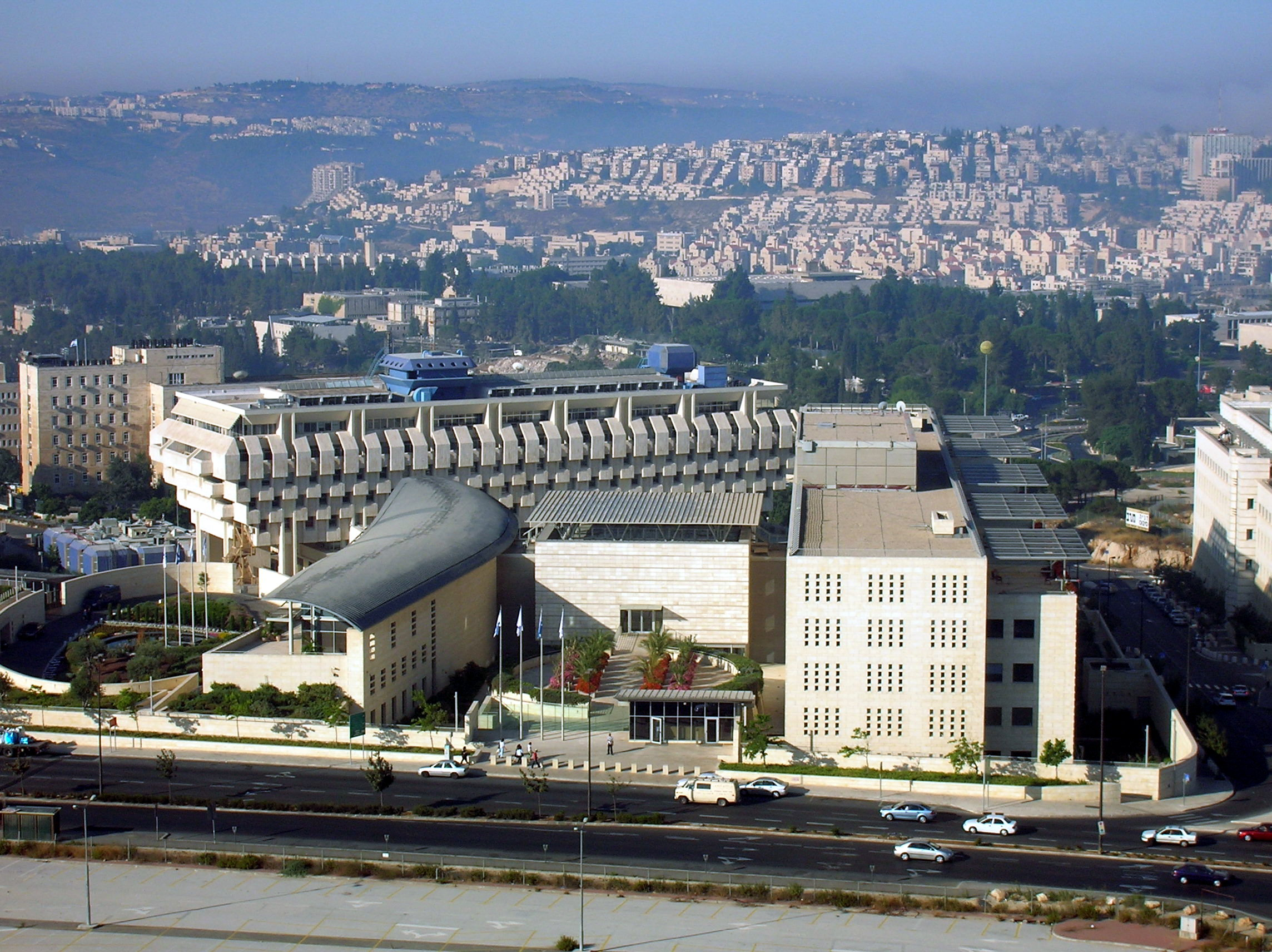
تصویری هوایی از ساختمان مرکزی وزارت امور خارجه اسرائیل در اورشلیم

وزارت امور خارجه اسرائیل (در عبری: משרד החוץ)، یکی از وزارتخانه‌های کلیدی کابینه اسرائیل و مسئول سیاست گذاری روابط خارجی اسرائیل با دیگر کشورهای جهان است.
اکنون گیدون سعار وزیر امور خارجه اسرائیل است.

## تاریخ روابط اسرائیل و ایران
پیش از پیروزی انقلاب ۱۳۵۷ و روی کار آمدن نظام جمهوری اسلامی، ایران با کشور اسرائیل روابط دوستانه و حسنه‌ای داشت و ایران دومین کشور در منطقه خاورمیانه بود که اسرائیل را به رسمیت شناخت. در آن زمان دو کشور ایران و اسرائیل سفارتخانه‌هایی را در پایتخت دو کشور جهت تحکیم روابط ایجاد کردند و روابط دوستانه ایران و اسرائیل تا وقوع انقلاب اسلامی در ایران ادامه داشت.
پس از انقلاب، سید روح‌الله خمینی بنیان‌گذار نظام جمهوری اسلامی، اسرائیل را یک «غده سرطانی» نامید و خواهان حذف این کشور از صحنه جهان شد. از آن پس ایران، اسرائیل را به رسمیت نمی‌شناسد و حتی ارتباطات غیردولتی در امور مانند فرهنگ و ورزش هم میان مردم ایران و اسرائیل قطع شده‌است. گفتنی است بنا بر بخشنامه سازمان تربیت بدنی جمهوری اسلامی ایران، ورزشکاران ایرانی که به حکم قرعه در رویدادهای مختلف ورزشی با حریفان اسرائیلی روبرو می‌شوند باید از حضور در مسابقه سرباز زده و بازی را به حریف واگذار کنند.

## بخش فارسی وب‌گاه وزارت خارجه اسرائیل
وزارت خارجه اسرائیل در تاریخ ۹ ژوئیه ۲۰۰۷، بخش فارسی وب‌گاه اینترنتی خود را «در جهت ایجاد ارتباط با ملت ایران» به زبان فارسی راه اندازی کرد.

## پی‌نوشت‌ها
1. ↑  «BBCPersian.com». www.bbc.com. دریافت‌شده در ۲۰۲۴-۱۱-۱۱.